# Kamal Alawo Adjayi
Kamal Alawo Adjayi, né le 1er mai 1991 à Lomé, est un homme politique togolais, maire de la Commune du Golfe 3 – Lomé depuis octobre 2019. Il est le plus jeune maire du Togo.

## Biographie

### Formation
Il obtient son baccalauréat littéraire au Collège Protestant de Lomé. Il est titulaire d’un master en ingénierie financière obtenu à l'Institut d'administration des entreprises de Poitiers.

### Engagement pour l'avenir (EPA)
Kamal Adjayi lance son mouvement politique, Engagement Pour l'Avenir (EPA) peu avant les élections municipales. Son objectif est de rassembler les jeunes Togolais autour d’un idéal commun travaillant pour le développement socio-économique du Togo. Avec EPA, il mène des actions à travers le pays avec la diaspora togolaise. Cet engagement l'amène à faire son entrée dans le parti au pouvoir l'Union pour la République (UNIR).

### Carrière politique
Il commence véritablement sa carrière politique comme maire en 2019 sous la bannière de l'UNIR à la suite des élections municipales de juin 2019, les premières auxquelles il se soit jamais présenté. Il hérite d'une des communes stratégiques de par sa situation. Golfe 3 est le fief des institutions de la République (présidence, parlement, primature, CENI, Office togolais des recettes, université de Lomé et les représentations des organismes internationaux).
Il devient président du conseil d'administration du Centre hospitalier universitaire du campus et du centre hospitalier régional de Lomé Commune.
Dans la sous-région ouest-africaine, il occupe le poste de Président de la Commission économique et financière du CCT-UEMOA.

## Engagement écologique
L'engagement politique de Kamal Adjayi s'étend également aux questions écologiques. L’environnement doit être pris en compte, selon lui, dans tous les programmes de développement. À la tête du Golfe 3 il mène plusieurs actions allant dans ce sens. Vice-Président du Fonds mondial pour le développement des villes (FMDV), il met l’accent sur les nouvelles formes de financement des villes à travers la mise en place des projets qui prennent en compte le volet environnemental. Son ambition, est de faire de sa municipalité la ville la plus verte d’Afrique de l’Ouest à l’horizon 2025,.

## Controverse
Sa plus grande controverse avec la presse est celle qui l’a opposé au journaliste Marc Aboflan, auteur d'un article intitulé « Le double jeu de Kamal Adjayi », reprise d'un article de Jeune Afrique. Kamal Adjayi avait porté plainte contre le journaliste au tribunal de première instance de Lomé mais l’affaire s'est réglée à l’amiable.